# 蘇爾塞

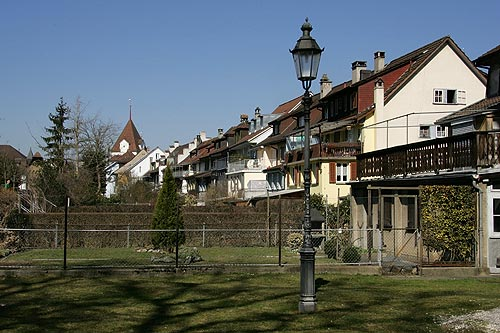

蘇爾塞（德语：Sursee）是瑞士的城鎮，位於該國中部，由琉森州負責管轄，面積5.86平方公里，海拔高度504米，2010年人口8,941，其中七成居民信奉羅馬天主教。

## 外部連結
- http://www.sursee.ch （页面存档备份，存于） （德文）
- http://www.sursee-tourismus.ch （页面存档备份，存于） （德文）